# Gesaffelstein
Gesaffelstein, pseudonimo di Mike Lévy (Lione, 13 giugno 1987), è un produttore discografico e compositore francese.

## Biografia
È entrato nel mondo della musica all'età di 16 anni dopo aver scoperto il synth pop. Nel 2008 ha pubblicato l'EP di debutto Vengeance Factory attraverso la propria etichetta discografica, la OD Records. Nel 2019 Ha iniziato indossare La maschera per proteggere la sua privacy e Concentrazione della musica.
Nel luglio del 2012 Gesaffelstein (insieme a Brodinski) è finito sulla copertina della rivista DJ Mag e nello stesso mese la rivista francese Inrocks lo ha nominato «il nuovo principe della techno francese», rivelando inoltre che il DJ era al lavoro sull'album di debutto, previsto per il 2013. Nello stesso anno, la traccia Viol (tratto dall'EP Conspiracy, Pt. 2), è stato usato per lo spot della Citroën DS4 e nella campagna televisiva di un rossetto della Givenchy. Alla fine dell'anno, finisce sulla copertina della rivista Tsugi.
Nel 2013 ha prodotto per Kanye West i brani Send It Up e Black Skinhead (quest'ultimo prodotto insieme ai Daft Punk e Brodinski), entrambi contenuti in Yeezus. Nell'ottobre dello stesso anno è stato pubblicato il suo primo album di debutto, Aleph.
Particolarmente noto per i suoi numerosi remix (ha remixato alcuni singoli dei Depeche Mode, Lana Del Rey, Moby, Duck Sauce, ecc.), Mike ha riferito di volersi concentrare solo sulla produzione di proprie tracce.
Agli UK Video Music Awards, il video del singolo Pursuit, ha avuto 4 nomination in Best Dance Video - International, Best Art Direction & Design in a Video, Best Styling in a Video e Best Visual Effects in a Video (vincendo su Best Dance Video - International e Best Visual Effects in a Video).
Nel 2015 ha prodotto la colonna sonora del film Maryland, diretto da Alice Winocour, e ha collaborato con Jean-Michel Jarre per la realizzazione del brano Conquistador contenuto nell'album Electronica 1: The Time Machine.
Nel 2018 compare nell'EP My Dear Melancholy, di The Weeknd nei brani I Was Never There e Hurt You. A gennaio ha collaborato ancora con The Weeknd nel brano Lost in the Fire.  Il 3 ottobre 2019 ha pubblicato un EP a sorpresa: Novo Sonic System.
Nel 2025 ha collaborato con Lady Gaga per l'album in studio della cantautrice Mayhem, venendo accreditato come artista ospite nella traccia Killah.

## Film (colonne sonore)
- Disorder - La guardia del corpo (Maryland)

## Discografia

### Album in studio
- 2013 – Aleph
- 2019 – Hyperion
- 2024 – Gamma

### EP
- 2008 – Vengeance Factory
- 2008 – Modern Walk
- 2009 – The Operator
- 2010 – Variations
- 2011 – Conspiracy, Pt. 1
- 2011 – Conspiracy, Pt. 2
- 2011 – Bromance #1
- 2012 – Conspiracy Remixes
- 2012 – Bromance #4: Rise of Depravity
- 2019 – Novo Sonic System

### Singoli
Come artista principale
- 2013 – Pursuit
- 2013 – Hate or Glory
- 2015 – Conquistador
- 2018 – Reset
- 2019 – Lost in the Fire (con The Weeknd)
- 2019 – Blast Off (con Pharrell Williams)

Come artista ospite
- 2014 – In Distress (ASAP Rocky feat. Gesaffelstein)
- 2018 – I Was Never There (The Weeknd feat. Gesaffelstein)
- 2018 – Hurt You (The Weeknd feat. Gesaffelstein)

### Collaborazioni
- 2025 – Killah (Lady Gaga feat. Gesaffelstein)